# Citroën Dyane
Citroën Dyane – samochód produkowany we Francji przez firmę Citroën w latach 1967 - 1983. Model ten bazuje na popularnym samochodzie Citroën 2CV, łącznie wyprodukowano 1 400 000 sztuk modelu Dyane.

## Charakterystyka

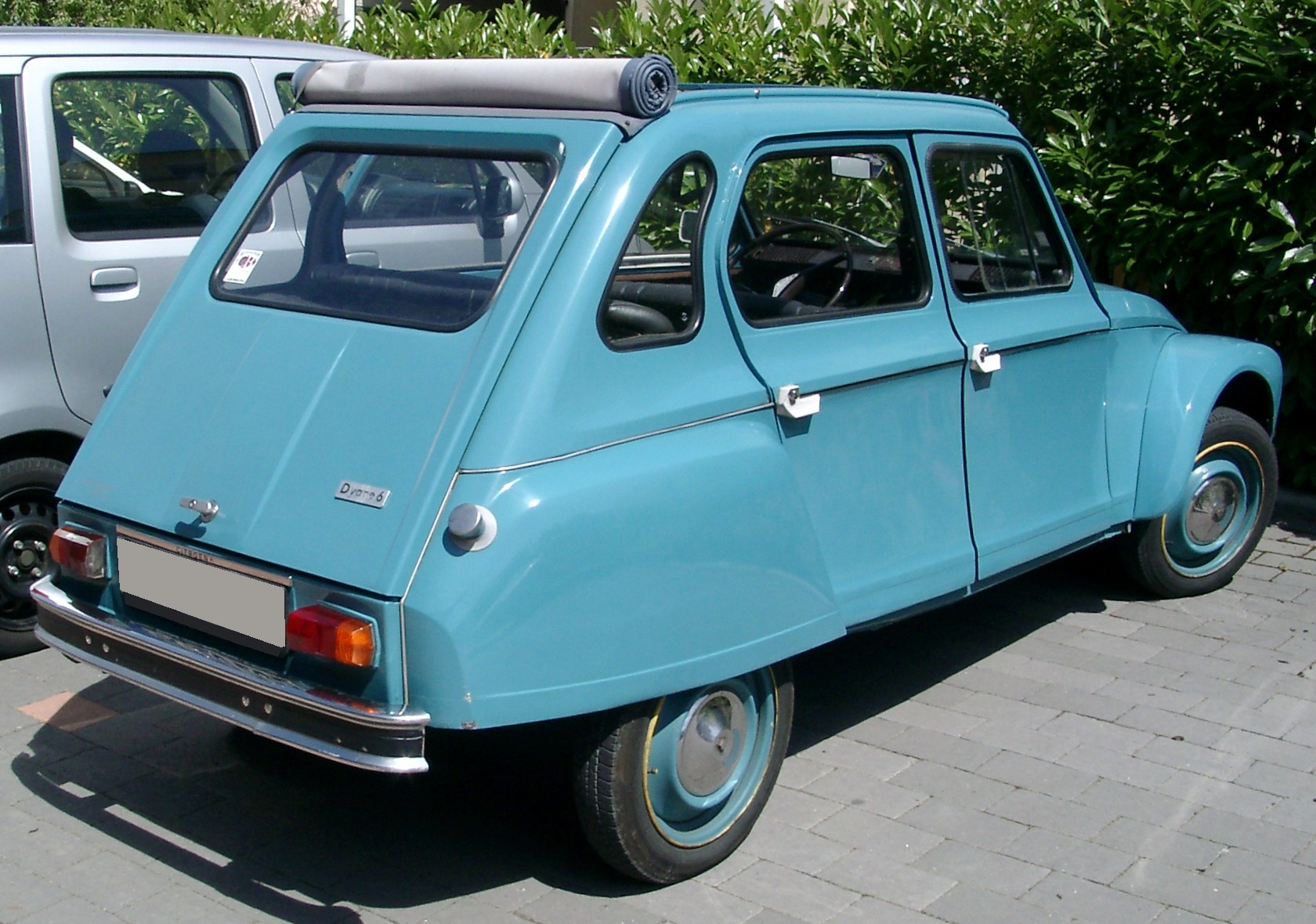
Citroēn Dyane 6 od tyłu

Początkowo był planowany jako następca starzejącego się modelu 2CV, jednak ostatecznie stał się jedynie jego uzupełnieniem. Model Dyane to odpowiedź Citroëna na popularny samochód Renault 4, który wprowadzony w roku 1961 przyczynił się do spadku poziomu sprzedaży Citroëna 2CV. Podobnie do R4, Dyane zaprojektowany został jako hatchback. 
Cechą wspólną dla modeli 2CV oraz Dyane są silniki; początkowo Dyane napędzany był chłodzonym powietrzem silnikiem o pojemności 425 cm³; późniejsza wersja miała już pojemność 602 cm³, osiągała dzięki temu moc wyższą niż w samochodzie 2CV. Model Dyane to samochód wyższej klasy od 2CV — plasował się pomiędzy nim a modelem Ami — skierowany był do innych klientów oraz posiadał nadwozie typu hatchback.
W 1974 roku wyprodukowano 126854 sztuki modelu Dyane.
W 1968 r. polski Centralny Ośrodek Konstrukcyjno-Badawczy Przemysłu Motoryzacyjnego zajmował się badaniami pojazdów różnych firm celem podpisania umowy licencyjnej na produkcję samochodu popularnego w Polsce. Wśród testowanych modeli był Citroën Dyane.